# Claude Hennion
Pour les articles homonymes, voir Hennion.
Claude Hennion, né le 20 février 1950 à Lille (Nord), est un physicien français, président de sociétés.

## Biographie

### Famille
Claude Charles Marie Camille Hennion est né le 20 février 1950 à Lille (Nord) du mariage de Jacques Hennion, magistrat, et de Monique Audemar.
Le 7 avril 1973, il épouse Marie-Claire Seurin qui va devenir une des figures internationales de la chimie bioanalytique et recevoir le Grand prix Achille-Le-Bel en 2010. De ce mariage, naissent deux enfants.

### Formation
Il est élève à Neuilly-sur-Seine, au collège Sainte-Croix jusqu'en classes terminales puis au lycée Pasteur. Il intègre l’École supérieure de physique et de chimie industrielles de la ville de Paris (ESPCI) dont il est diplômé de la 89e promotion en 1973. Il est également titulaire d'un doctorat de physique de l'université Paris VI.

### Carrière professionnelle
Chercheur et enseignant en 1976, Claude Hennion est maître de conférences de 1989 à 1996 à l’École supérieure de physique et de chimie industrielles de la ville de Paris.
En 1989, il cofonde avec Georges Charpak la société Biospace Instruments qu'il préside jusqu'en 1999. Cette société conçoit et vend des instruments destinés aux biologistes. Elle utilise le système d'imagerie médicale permettant l'acquisition simultanée de deux images radiographiques, face et profil, en limitant la dose de rayons X absorbée par le patient. Le système s'appuie sur la haute sensibilité d'un détecteur gazeux (chambre à fils) inventé par Georges Charpak, ce qui lui a valu le prix Nobel de physique en 1992. 
En 1999, il cofonde — encore avec Georges Charpak — une autre entreprise, Molecular Engines Laboratories, spécialisée dans la recherche contre le cancer, société dont il préside le directoire,.
En 2002, il préside la société Synergènes, acteur du financement des biotechnologies, et depuis 2009 la société Biobank, spécialiste des greffes osseuses,. Depuis 2010, il préside la société Prolifome. et en 2014, la société Biobank Investissments.
Il est vice-président de l'Association française des sociétés de biotechnologie.
En 2007, il apporte à l'association JoCIF son expérience de création de sept entreprises dans le domaine des biotechnologies : « Le JoCIF peut être une force de proposition à destination des politiques pour favoriser la création d'emplois ».
En 2014, il cofonde la start-up OxiProteomics, issue du laboratoire « Adaptation, biologique et vieillissement » du Centre national de la recherche scientifique (CNRS),.
En 2018, il est président d'Oncodiag, société qui développe des tests non invasifs de diagnostic, de surveillance des récidives et de dépistage ciblé des cancers.

## Travaux scientifiques et publications
Ses travaux de recherche sont conduits dans le laboratoire d'électricité générale de l’École supérieure de physique et de chimie industrielles de la ville de Paris dont Georges Charpak est professeur associé à partir de 1980. Ces chercheurs y développent les applications médicales de détecteurs de particules (radiologie douce développant des doses irradiantes moindres) et participent à la fondation de nombreuses startups d'imagerie biomédicale.
De 1979 à 1990, Claude Hennion a déposé plus de trente brevets en France, en Europe, aux États-Unis, au Japon, dans le domaine des détecteurs, des claviers, du contrôle d'accès, de la surveillance respiratoire des nouveau-nés, de la radiologie, du contrôle des bagages.  
Collaborateur de Georges Charpak, Claude Hennion est appelé comme expert à participer aux essais de validation des travaux de Jacques Benveniste sur sa théorie de la mémoire de l'eau,,. De même, il démonte la théorie des hautes dilutions.

## Distinctions
En 1996, Claude Hennion reçoit le prix Montgolfier décerné par la Société d'encouragement pour l'industrie nationale.

## Pour approfondir